# Anastrepha elegans
Anastrepha elegans är en tvåvingeart som beskrevs av Blanchard 1937. Anastrepha elegans ingår i släktet Anastrepha och familjen borrflugor. Inga underarter finns listade i Catalogue of Life.